# Pachylospeleus strinatii
Sous-famille
Genre
Espèce
Pachylospeleus strinatii, unique représentant du genre Pachylospeleus et de la sous-famille des Pachylospeleinae, est une espèce d'opilions laniatores de la famille des Gonyleptidae.

## Distribution
Cette espèce est endémique de l'État de São Paulo au Brésil. Elle se rencontre à Iporanga dans les grottes Gruta das Areias : Gruta das Areias de Baixo, Gruta das Areias de Cima et Ressurgência da Areias.

## Description
Le mâle holotype mesure 5,3 mm et la femelle paratype 6,0 mm.

## Étymologie
Cette espèce est nommée en l'honneur de Pierre Strinati.

## Publication originale
- Šilhavý, 1974 : « A new subfamily of Gonyleptidae from Brazilian caves, Pachylospeleinae subfam. n. (Op. Gon.). » Revue suisse de Zoologie, vol. 81, no 4, p. 893–898 (texte intégral).